# زامبو
زامبو (به اسپانیایی: Zambo) یا سامبو در مستعمرات اسپانیا، به کسی گفته می شد که دورگه باشد به این معنی که، پدر یا مادر او سرخ پوست و دیگری رنگین‌پوست باشد. (فردی با اصل و نسب مخلوط سرخ و سیاه پوست).

## ریشه اصطلاح
معنی اصطلاح زامبو؛ در آمریکای شمالی ، که در آنجا ریشه های دیگری نیز ارائه شده است، مورد مناقشه است. اعتقاد بر این است که این کلمه از یکی از زبان های عاشقانه یا لاتین و فرزندان مستقیم آن ها گرفته شده است. در بعضی از مناطق استعمار اسپانیا، اصطلاح زامبو در مورد فرزندان یک پدر و مادر آفریقایی و یک والد آمریندیایی یا فرزندان دو پدر و مادر زامبو به کار رفته است. در اسپانیای نو ، اصطلاح کسانی که از نژاد آفریقایی و بومی مخلوط هستند لوبو بود. این اصطلاح در طبقه بندی رسمی ازدواج و سایر اسناد رسمی وجود دارد. امروزه در مناطقی از آمریکای جنوبی ، زامبو به تمام افرادی گفته می شود که دارای مقادیر قابل توجه یا قابل مشاهده از نژاد آفریقایی و آمریکایی هستند.

## تاریخچه
اصطلاح زامبو به طور رسمی در سرزمین های اسپانیا استفاده نمی شد. اصطلاحات رقابتی مانند مولاتو نیز مورد استفاده قرار میگرفت. از  اوایل قرن شانزدهم ، هنگامی که برده های آفریقایی برای اولین بار به هیسپانیولا وارد شدند ، اتحادیه های صنفی بین آنها و بومیان و استعمارگران اسپانیایی آغاز به کار کردند. این دو گروه غیراروپایی به دنبال معرفی نیشکر در دهه 1520 گاهی در معادن یا مزارع هیسپانیولا و سایر جزایر کارائیب اسپانیا با هم کار می کردند. در موارد دیگر، آفریقایی ها پس از فرار از برده داری به جوامع بومی پناه بردند.اصطلاح زامبو معمولاً برای اشخاصی به کار می رفت که نژاد اروپایی نداشتند، اما انواع اتحادیه ها طی قرن ها شکل گرفت. در قرن هجدهم، اسپانیایی ها شروع به طبقه بندی رسمی نژادی کردند و زامبو را به معنای نهایی و رسمی آن تعریف کردند.برخی از گروه های زامبو پس از ایجاد آفریقایی های فراری یا شورشی که با جوامع بومی مخلوط شدند یا آنها را تصاحب کردند ، شناخته شدند. به عنوان مثال، در مناطقی که اسمرالدز تسخیر نشده است، در اکوادور ، یک گروه کوچک از غلامان سابق غرق کشتی ، کنترل برخی از جوامع بومی را بدست آوردند و سرانجام در اواخر قرن شانزدهم و اوایل قرن هفدهم نماینده آنها در برابر مقامات اسپانیایی شدند.

## سیستم نژادی مستعمرات اسپانیا
| میگل کابررا ۱۷۶۳ میلادی | ناشناس (موزهٔ بیریناتو) | آندرس د ایزلاس ۱۷۷۴ میلادی |
| ۱. از اسپانیایی با سرخ‌پوست؛ مستیزو. ۲. از اسپانیایی با مستیزو؛ کاستا. ۳. از اسپانیایی با کاستا؛ اسپانیایی. ۴. از اسپانیایی با سیاه‌پوست؛ مولاتو. ۵. از اسپانیایی با مولاتو؛ موریسکو. ۶. از اسپانیایی با موریسکو؛ آلبینو. ۷. از اسپانیایی با آلبینو؛ تورنا اتراس. ۸. از اسپانیایی با تورنا اتراس؛ تنته ان ال آیره. ۹. از سیاه‌پوست با سرخ‌پوست؛ چینو کامبوخو. ۱۰. از چینو کامبوخو با سرخ‌پوست؛ لوبو. ۱۱. از لوبو با سرخ‌پوست؛ آلباراسادو. ۱۲. از آلباراسادو با مستیزو؛ بارسینو. ۱۳. از سرخ‌پوست با بارسینو؛ سامبویگوا. ۱۴. از کاستا با مستیزو؛ چامیسو. ۱۵. از مستیزو با سرخ‌پوست؛ کویوته. ۱۶. سرخ‌پوستان بی دین | ۱. از اسپانیایی با سرخ‌پوست؛ مستیزو. ۲. از مستیزو با اسپانیایی؛ کاستا. ۳. از کاستا با اسپانیایی؛ اسپانیایی. ۴. از اسپانیایی با سیاه‌پوست؛ مولاتو. ۵. از مولاتو با اسپانیایی؛ موریسکو. ۶. از موریسکو با اسپانیایی؛ چینو. 7. از چینو با سرخ‌پوست؛ سالتااتراس. ۸. از سالتااتراس با مولاتو؛ لوبو. ۹. از لوبو با چینو؛ خیبارو. ۱۰.از خیبارو با مولاتو؛ آلباراسادو. ۱۱.از آلباراسادو با سیاه‌پوست؛ کامبوخو ۱۲.از کامبوخو با سرخ‌پوست؛ سامبیاگا. ۱۳.از سامبیاگا با لوبو؛ کالپملاتو. ۱۴.از کالپملاتو با کامبوخو؛ تنته ان ال آیره ۱۵.از تنته ان ال آیره با مولاتو؛ نو ته انتیندو. ۱۶.از نو ته انتیندو با سرخ‌پوست؛ تورنا اتراس. | ۱. از اسپانیایی با سرخ‌پوست؛ مستیزو. ۲. از اسپانیایی با مستیزو؛ کاستا. ۳. از کاستا با اسپانیایی؛ اسپانیایی. ۴. از اسپانیایی با سیاه‌پوست؛ مولاتو. ۵. از اسپانیایی با مولاتو؛ موریسکو. ۶. از اسپانیایی با موریسکو؛ آلبینو. ۷. از اسپانیایی با آلبینو؛ تورنا اتراس. ۸. از سرخ‌پوست با سیاه‌پوست؛ لوبو. ۹. از سرخ‌پوست با مستیزو؛ کویوته. ۱۰. از لوبو با سیاه‌پوست؛ چینو. ۱۱. از چینو با سرخ‌پوست؛ کامبوخو. ۱۲. از کامبوخو با سرخ‌پوست؛ تنته ان ال آیره. ۱۳. از تنته ان ال آیره با مولاتو؛ آلباراسادو. ۱۴. از آلباراسادو با سرخ‌پوست؛ بارسینو. ۱۵. از بارسینو با کامبوخو؛ کالپملاتو. ۱۶. سرخپوستان وحشی "چیچیمکا" |

## نگارخانه

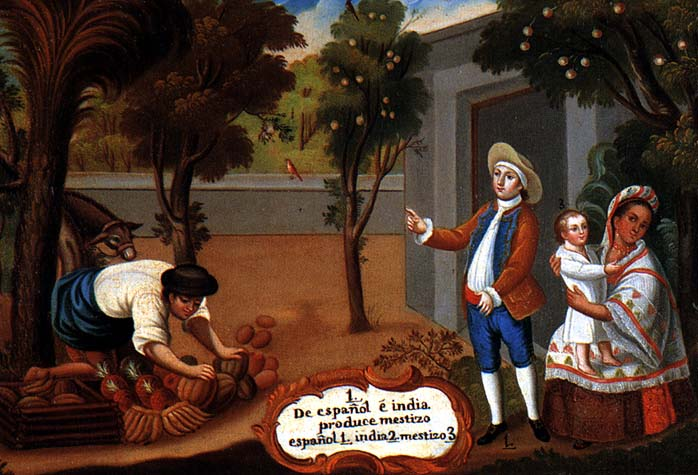
De español e india, produce mestizo (از اسپانیایی با سرخ‌پوست؛ مستیزو).
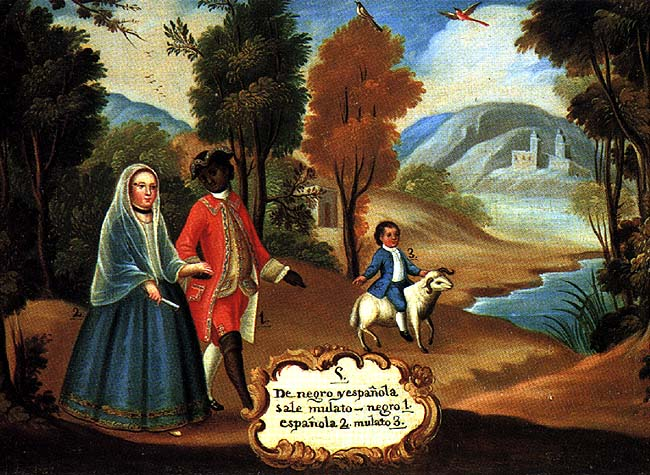
De negro y española, sale mulato (از اسپانیایی با سیاه‌پوست؛ مولاتو).
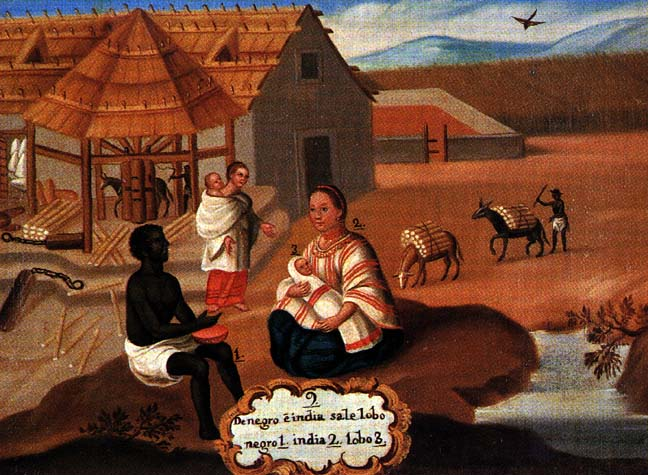
De negro e india, sale lobo (از سرخ‌پوست با سیاه‌پوست؛ لوبو).